# Sovrani di Svevia

Stemma della Svevia

In questa lista sono inclusi i sovrani della Svevia:
- i Re degli Alamanni,
- i Duchi degli Alamanni, dal 539 al 554
- i Duchi di Svevia, dal 909 al 1313

## Re degli Alemanni

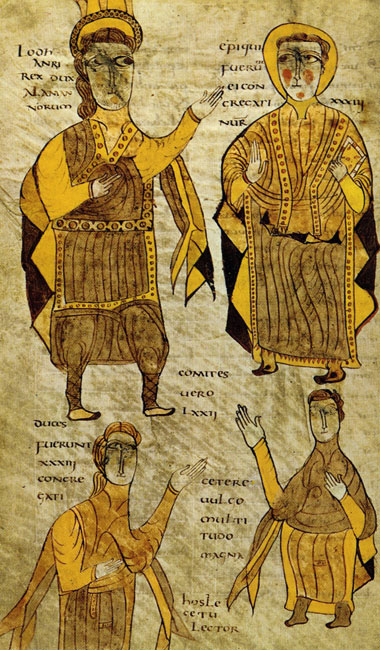
Lodhanri, re degli Alamanni, con un vescovo, un duca e un conte. Breviario di Alarico. Valle della Loira (?), 803-814. BnF, Manuscrits, Latin 4404 fol. 197v.

- Croco (fl. 260–306)
- Cnodomario (fl. 350–357)
- Gundomado (fl. 354–357)
- Vadomario (fl. 354–371)
- Agenarico (fl. 357)
- Mederico (fl. 357)
- Ursicino (fl. 357–359)
- Vestralpo (fl. 357–359)
- Hortar (fl. 357–364)
- Suomaro (fl. 357–364)
- Hariobaudo (fl. 359)
- Urio (fl. 359)
- Macriano (fl. 359–374)
- Viticabio (fl. 360–368)
- Rando (fl. 368)
- Fraomario (fl. 375)
- Priario (fl. 378)
- Gibuldo (fl. 470–496)

## Duchi degli Alemanni
- Butilino 539–554
- Leutari I prima 552–554
- Amingo 539–554
- Lantacario fino al 548 (diocesi di Avenches)
- Magnacario 565 (diocesi di Avenches)
- Vaefaro 573 (diocesi di Avenches)
- Teodefrido
- Leutfredo sino al 588
- Uncilin 588–607
- Cunzone 613
- Crodoberto 630
- Leutari II 642
- Gotfrido sino al 709
- Willehari 709–712 (in Ortenaukreis)
- Lantfrido 709–730
- Teodebaldo 709–746

## Re franchi di Alemannia

### Carolingi
- 751-768 Pipino il Breve
- 768-771 Carlomanno
- 771-814 Carlo Magno
- 814-829 Ludovico il Pio, come imperatore
- 829-833 Carlo il Calvo, come re
- 833-834 Lotario I, come imperatore
- 834-840 Ludovico il Pio, come imperatore
- 843-876 Ludovico il Germanico, come re
- 876-887 Carlo il Grosso, come re
- 887-899 Arnolfo di Carinzia, come re
- 899-911 Ludovico il Fanciullo, come re

## Duchi di Svevia

### Non dinastici
- Burcardo I (909–911, Hunfridingi)
- Ercangero (915–917, Ahalolfingi)
- Burcardo II (917–926, Hunfridingi)
- Ermanno I (926–949, Corradinidi)
- Liudolfo (950–954, Liudolfingi)
- Burcardo III (954–973, Hunfridingi)
- Ottone I (973–982, Liudolfingi)

### Corradinidi
- Corrado I (982–997)
- Ermanno II (997–1003)
- Ermanno III (1003–12)

### Babenberg
- Ernesto I (1012–15)
- Ernesto II (1015–30)
- Ermanno IV (1030–38)

### Non dinastici
- Enrico I (1038–45, Salico), re dei Romani dal 1039 e imperatore dei Romani dal 1046
- Ottone II (1045–48, Azzoni)
- Ottone III di Schweinfurt (1048–57, Schweinfurt)
- Rodolfo I (1057–77, Rheinfelden), anti-re dei Romani dal 1077 al 1080
- Bertoldo I (1079–90, Rheinfelden)
- Bertoldo II (1092–98, Zähringen)

### Casato di Hohenstaufen
- Federico I (1079–1105)
- Federico II (1105–47)
- Federico III (1147–52), il Barbarossa, re dei Romani dal 1152 e imperatore dei Romani dal 1155
- Federico IV (1152–67)
- Federico V (1167–70)
- Federico VI (1170–91)
- Corrado II (1191–96)
- Filippo I (1196–1208), re dei Romani dal 1198

### Casa dei Guelfi
- Ottone IV (1208–12), re dei Romani dal 1208 e imperatore dei Romani 1209

### Restaurazione degli Hohenstaufen
- Federico VII (1212–16), re dei Romani dal 1212 e imperatore dei Romani 1220
- Enrico II (1216–35), re dei Romani dal 1220
- Corrado III (1235–54), re dei Romani dal 1237
- Corrado IV (1254–68), anche re di Sicilia e Gerusalemme

### Casa d'Asburgo
- Rodolfo II (1289–90)
- Giovanni (1290–1313)